# Districtul Na Thawi
Na Thawi (în thailandeză นาทวี) este un district (Amphoe) din partea de sud a Provinciei Songkhla, în Thailanda de sud.

## Istorie
Suprafața districtului Na Thawi s-a separat din Districtul Chana și creat ca district minor (King Amphoe) în 1957.

## Geografie
Districtele vecine sunt Districtul Sadao, Districtul Chana, Districtul Thepha și Districtul Saba Yoi și cu statul Kedah al Malaeziei.

## Administrație
Districtul este subdivizat în 10 subdistricte (tambon), care sunt subdivizate în 92 sate (muban). Orașul (thesaban tambon) Na Thawi încojoară părți al tambon-ului Na Thawi. Sunt ulterior 10 organizații administrative al tambon-ului.
| Număr | Nume         | Thailandeză | Sate | Locuitori |  |
| ----- | ------------ | ----------- | ---- | --------- |  |
| 1.    | Na Thawi     | นาทวี        | 17   | 14,760    |  |
| 2.    | Chang        | ฉาง         | 9    | 4,040     |  |
| 3.    | Na Mo Si     | นาหมอศรี     | 8    | 2,705     |  |
| 4.    | Khlong Sai   | คลองทราย    | 8    | 5,387     |  |
| 5.    | Plak Nu      | ปลักหนู       | 7    | 4,259     |  |
| 6.    | Tha Pradu    | ท่าประดู่      | 9    | 4,400     |  |
| 7.    | Sathon       | สะท้อน       | 10   | 6,708     |  |
| 8.    | Thap Chang   | ทับช้าง       | 10   | 6,262     |  |
| 9.    | Prakop       | ประกอบ      | 7    | 5,264     |  |
| 10.   | Khlong Kwang | คลองกวาง    | 7    | 4,890     |  |

## Legături externe
- amphoe.com